# Castello di Kahlsperg
Il castello di Kahlsperg (Schloss Kahlsperg in tedesco) si trova nell'omonima frazione del comune austriaco di Oberalm nel Distretto di Hallein appartenente allo Stato federato Salisburghese e la sua costruzione risale al XIII secolo.

## Storia

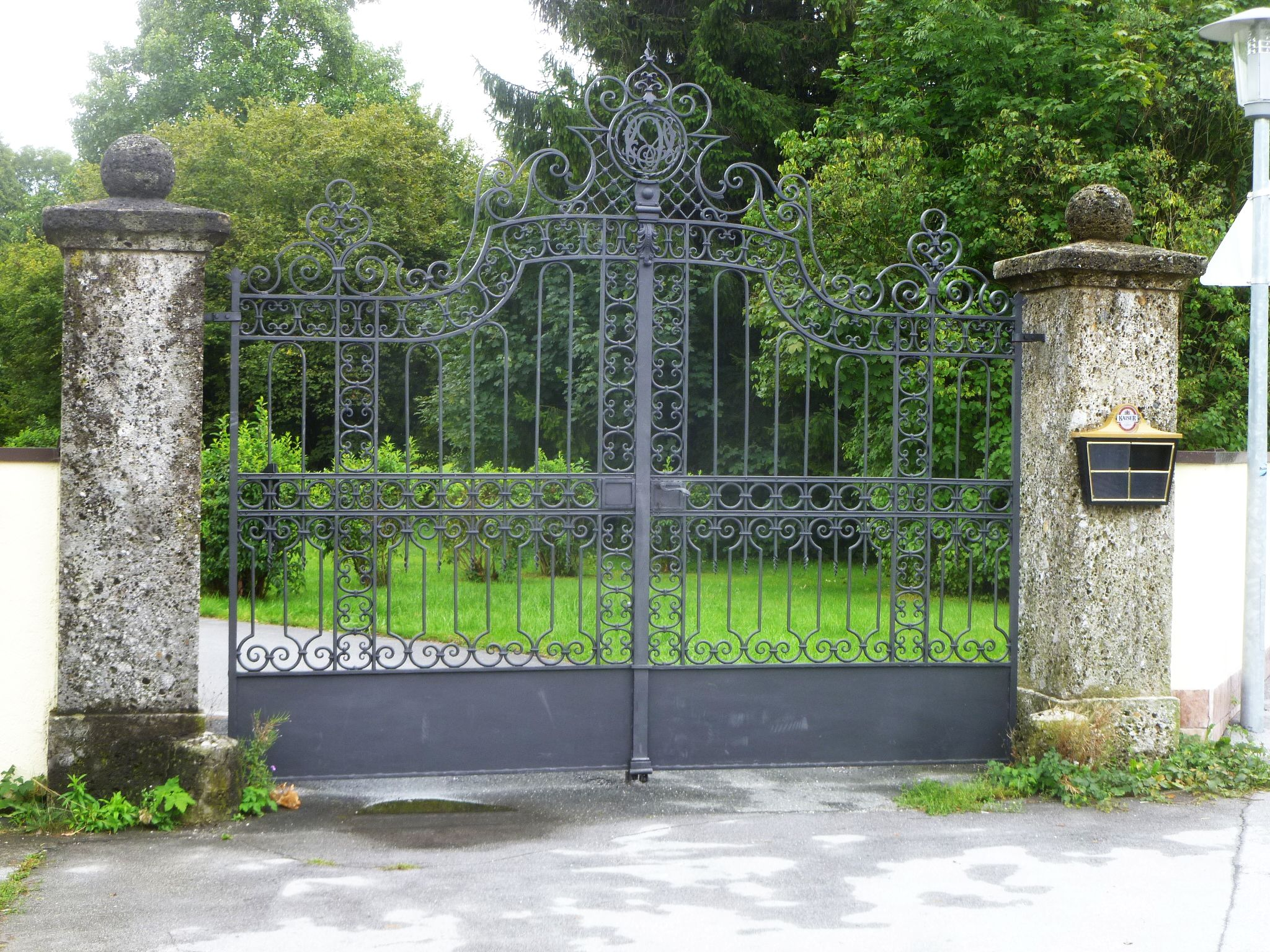
Cancello di accesso al parco

Secondo un estratto del registro fondiario del XIX secolo il castello era circondato da un fossato ed era strettamente collegato al castello di Moosham nel Lungau. Il nome del castello che poi è andato anche alla frazione di Oberalm deriva dalla famiglia dei Chalasperger originaria della Stiria che compare in documenti conservati a Salisburgo risalenti al XIII e al XV secolo. Risulta edificato sicuramente nel XIII secolo e quando Ortlof von Chalochsperge, allora signore del castello, entrò in conflitto con l'arcivescovo di Salisburgo Federico di Walchen venne sconfitto ed esplulso dal paese. Il figlio Wulfing iniziò a farsi chiamare Goldegger e questo suggerisce che la famiglia Kahlsperger fosse imparenta o addirittura corrispondesse ai signori di Goldegg. I documenti confermano che nel XIV secolo la famiglia Kahlsperger viveva a Oberalm e che nel XV secolo i suoi membri erano funzionari dell'arcivescovo e probabilmente erano i custodi del castello. Dalla metà del XV secolo il castello appartenne ai Nußdorfer che ne disposero la ristrutturazione. Nel 1532 David von Nußdorf lo cedette a Leonhard Harder e gli eredi di questi lo vendettero da Hans Panicher von Wolkensdorf nel 1570. Seguì un ulteriore cambio di proprietà nel 1604, quando il signore divenne Viktor Christallnigg, e nel 1612, quando il castello passò a Wolf Sigmund von Haunsperg. Franz Rudolf von Haunsperg lo vendette poi a Katharina von Lodron nel 1637 e l'anno successivo Kahlsperg fu incorporata nella primogenitura dei von Lodron. Nel 1812 il maniero fu venduto a Johann B. Maffei e nel 1836 il nuovo proprietario divenne il conte Ernst Coreth. Seguirono Anton Gimpl e Katharina Pertinger, Kajetan e Elise Mayr von Mayregg, Kajetan Schneeberger, Anton von Walterskirchen, Moritz, Flora e Johanna von Walterskirchen, Adolf Wolff, Maurice Count Ressequier de Miremont, Natalie Schimpf, Otto Wilhelm Freiherr von Walterskirchen e sua moglie Karoline, Josef Wilhelm Count Walterskirchen e Freiherr von Wolfsthal. Dopo la seconda guerra mondiale, nel 1952, Josef Wilhelm e Ladislaja von Walterskirchen cedettero l'intera proprietà in cambio di una rendita alle suore francescane di Hallein. Da quel momento la struttura è divenuta una casa di riposo per anziani.

## Descrizione

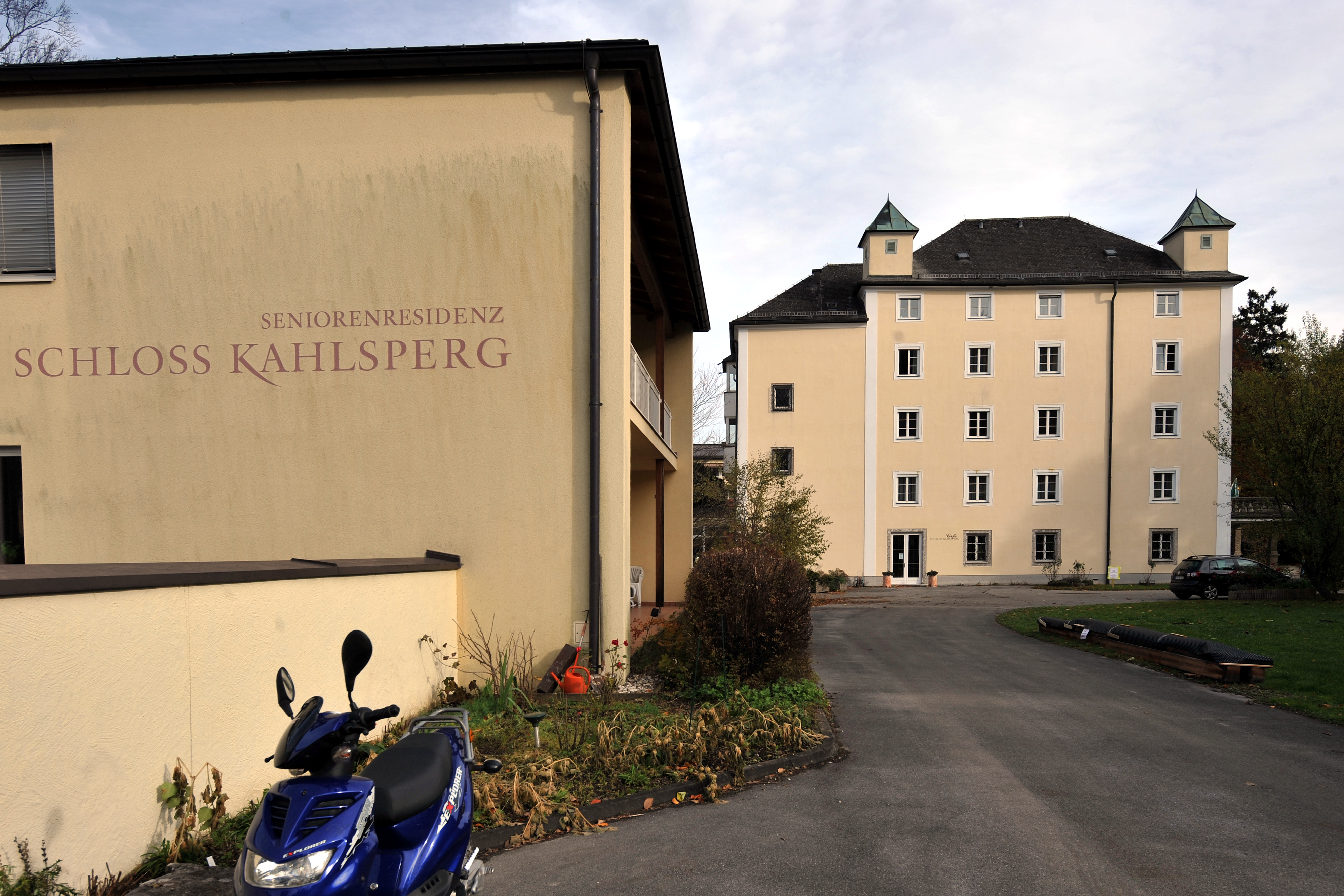
Castello di Kahlsperg. Struttura storica e parte nuova edificata accanto per ampliare la casa di riposo

Il castello si trova nella frazione di Kahlsperg nel comune austriaco di Oberalm nel Distretto di Hallein appartenente al Salisburghese. L'edificio si presenta come un solido e alto palazzo di 5 piani con quattro torrette angolari e pianta a forma di ferro di cavallo. Gli interni dopo l'ultimo passaggio di proprietà sono stati notevolmente modificati e molti particolari di valore storico sono andati perduti. Attorno è presente un ampio parco. Schloss Kahlsperg è una casa di riposo gestita dalla Casa Leben im Alter GmbH e dalla Caritas.

### Bene architettonico tutelato
Il castello di Kahlsperg in Austria è un bene sottoposto a tutela artistica col numero 4956.